# Stella Tennant
Stella Tennant (Londra, 17 dicembre 1970 – Duns, 22 dicembre 2020) è stata una supermodella britannica.

## Biografia
Ultima dei tre figli di Tobias Tennant, Barone Glenconner e Emma Cavendish, figlia del Duca di Devonshire, Stella Tennant fu scoperta da Plum Sykes, giornalista di Vogue UK all'età di 23 anni, mentre studiava scultura alla Winchester School of Art. Skyes la presentò al fotografo Steven Meisel : la Tennant si impose così all'attenzione dell'ambiente. La modella decise poi di stravolgere la propria immagine di brava ragazza con un piercing al naso: una mossa vincente, che le permise di apparire su importanti riviste di moda, come le edizioni francesi, britanniche ed italiane di Vogue, su Harper's Bazaar e su Numéro. La sua prima copertina risale al settembre 1993, quando posò per l'edizione canadese della rivista Flare.
Il suo debutto sulle passerelle  risale al 1994. Due anni dopo fece scalpore per la sua magrezza sfilando con un microbikini di Chanel. In tutta la sua carriera Stella Tennant sfilò per importanti stilisti come Alberta Ferretti, Alexander McQueen, Anna Molinari, Anna Sui, Calvin Klein, Cerruti 1881, Chanel, Christian Dior, Dolce & Gabbana, Donna Karan, Fendi, Gianfranco Ferré, Gianni Versace, Givenchy, Gucci, Helmut Lang, Hermès, Iceberg, Jil Sander, John Galliano, Karl Lagerfeld, Krizia, Lawrence Steele, Marc Jacobs, Martine Sitbon, Max Mara, Michael Kors, Missoni, Miu Miu, Moschino, Philip Treacy, Prada, Richard Tyler, Rifat Ozbek, Salvatore Ferragamo, Sonia Rykiel, Todd Oldham, Valentino S.p.A., Versus e Yohji Yamamoto.
Fu testimonial delle campagne pubblicitarie di vari marchi fra cui il profumo Burberry Touch, Chanel, Christian Dior, Gap Denim, Givenchy, Armani S.p.A., Harrods, Marni e Versace Couture.
L'emittente statunitense Channel 5 la posizionò al ventisettesimo posto della classifica delle "World's greatest supermodel" ("le migliori supermodelle del mondo").
Stella Tennant è morta suicida il 22 dicembre 2020, come riportato dalla famiglia; aveva compiuto 50 anni cinque giorni prima.

## Vita privata
Era nipote di Deborah Mitford, Duchessa vedova di Devonshire, l'ultima delle sorelle Mitford.
Si sposò nel 1999 con il fotografo francese David Lasnet, al quale diede quattro figli: Marcel (1998), Cecily (2001), Jasmine (2003) ed Iris (2005).

## Agenzie
- The Fashion Model Management
- Marilyn Agency - Parigi
- Select Model Management
- DNA Model Management

## Ascendenza
|                                          |                                        |                                            | Genitori                                       |  |  | Nonni |  |  | Bisnonni                            |  |  | Trisnonni       |  |
|                                          |                                        |                                            |                                                |  |  |       |  |  | Edward Tennant, I barone Glenconner |  |  | Charles Tennant |  |
|                                          |                                        |                                            |                                                |  |  |       |  |  | Edward Tennant, I barone Glenconner |  |  | Charles Tennant |  |
|                                          |                                        | Emma Winsloe                               |                                                |  |  |       |  |  | Edward Tennant, I barone Glenconner |  |  |                 |  |
| Christopher Tennant, II barone Glenconne |                                        |                                            |                                                |  |  |       |  |  | Edward Tennant, I barone Glenconner |  |  |                 |  |
|                                          |                                        | Pamela Wyndham                             | Percy Scawen Wyndham                           |  |  |       |  |  |                                     |  |  |                 |  |
|                                          |                                        | Pamela Wyndham                             | Percy Scawen Wyndham                           |  |  |       |  |  |                                     |  |  |                 |  |
|                                          |                                        | Pamela Wyndham                             | Madeline Campbell                              |  |  |       |  |  |                                     |  |  |                 |  |
| Tobias Tennant                           |                                        | Pamela Wyndham                             |                                                |  |  |       |  |  |                                     |  |  |                 |  |
|                                          |                                        | Evelyn George Harcourt Powell              | …                                              |  |  |       |  |  |                                     |  |  |                 |  |
|                                          |                                        | Evelyn George Harcourt Powell              | …                                              |  |  |       |  |  |                                     |  |  |                 |  |
|                                          |                                        | Evelyn George Harcourt Powell              | …                                              |  |  |       |  |  |                                     |  |  |                 |  |
| Elizabeth Powell                         |                                        | Evelyn George Harcourt Powell              |                                                |  |  |       |  |  |                                     |  |  |                 |  |
|                                          |                                        | Phyllis Olive Barbara Pryor                | Robert Pryor                                   |  |  |       |  |  |                                     |  |  |                 |  |
|                                          |                                        | Phyllis Olive Barbara Pryor                | Robert Pryor                                   |  |  |       |  |  |                                     |  |  |                 |  |
|                                          |                                        | Phyllis Olive Barbara Pryor                | Matilda Mary Eyre                              |  |  |       |  |  |                                     |  |  |                 |  |
| Stella Tennant                           |                                        | Phyllis Olive Barbara Pryor                |                                                |  |  |       |  |  |                                     |  |  |                 |  |
|                                          | Edward Cavendish, X duca di Devonshire | Victor Cavendish, IX duca di Devonshire    |                                                |  |  |       |  |  |                                     |  |  |                 |  |
|                                          | Edward Cavendish, X duca di Devonshire | Victor Cavendish, IX duca di Devonshire    |                                                |  |  |       |  |  |                                     |  |  |                 |  |
|                                          | Edward Cavendish, X duca di Devonshire | Evelyn FitzMaurice                         |                                                |  |  |       |  |  |                                     |  |  |                 |  |
| Andrew Cavendish, XI duca di Devonshire  | Edward Cavendish, X duca di Devonshire |                                            |                                                |  |  |       |  |  |                                     |  |  |                 |  |
|                                          |                                        | Mary Alice Gascoyne-Cecil                  | James Gascoyne-Cecil, IV marchese di Salisbury |  |  |       |  |  |                                     |  |  |                 |  |
|                                          |                                        | Mary Alice Gascoyne-Cecil                  | James Gascoyne-Cecil, IV marchese di Salisbury |  |  |       |  |  |                                     |  |  |                 |  |
|                                          |                                        | Mary Alice Gascoyne-Cecil                  | Cicely Gore                                    |  |  |       |  |  |                                     |  |  |                 |  |
| Emma Cavendish                           |                                        | Mary Alice Gascoyne-Cecil                  |                                                |  |  |       |  |  |                                     |  |  |                 |  |
|                                          |                                        | David Freeman-Mitford, II barone Redesdale | Algernon Freeman-Mitford, I barone Redesdale   |  |  |       |  |  |                                     |  |  |                 |  |
|                                          |                                        | David Freeman-Mitford, II barone Redesdale | Algernon Freeman-Mitford, I barone Redesdale   |  |  |       |  |  |                                     |  |  |                 |  |
|                                          |                                        | David Freeman-Mitford, II barone Redesdale | Clementina Ogilvy                              |  |  |       |  |  |                                     |  |  |                 |  |
| Deborah Mitford                          |                                        | David Freeman-Mitford, II barone Redesdale |                                                |  |  |       |  |  |                                     |  |  |                 |  |
|                                          |                                        | Sydney Bowles                              | Thomas Gibson Bowles                           |  |  |       |  |  |                                     |  |  |                 |  |
|                                          |                                        | Sydney Bowles                              | Thomas Gibson Bowles                           |  |  |       |  |  |                                     |  |  |                 |  |
|                                          |                                        | Sydney Bowles                              | Jessica Evans-Gordon                           |  |  |       |  |  |                                     |  |  |                 |  |
|                                          |                                        | Sydney Bowles                              |                                                |  |  |       |  |  |                                     |  |  |                 |  |